# Кеннесо
Кеннесо (англ. Kennesaw) — город, расположенный в округе Кобб (штат Джорджия, США) с населением 29 783 человек по статистическим данным переписи 2010 года. Во время Гражданской войны в США, 12 апреля 1862 года, Кеннесо стал промежуточным пунктом Великой паровозной гонки. Также известен своим законом, обязывающий каждого владельца домохозяйства в городе иметь в своей собственности оружие 

## География
По данным Бюро переписи населения США Кеннесо имеет общую площадь в 24,72 квадратных километров, из которых 24,45 кв. километров занимает земля и 0,27 км² — вода. Площадь водных ресурсов города составляет 1,1 % от всей его площади.
Город Кеннесо расположен на высоте 332 метра над уровнем моря. На северо-западе граничит с городом Акуэрт. Гора Кеннесо находится на юго-восток от города и является самой высокой точкой района Атланты, 551 м.

## История
Название Кеннесо происходит от языка чероки, слова gah-nee-sah, что переводится как «кладбище». Первые поселения здесь возникли в 1830-х годах, во время строительства Западной и Атлантической железных дорог. В то же время хижины, в которых селились рабочие вдоль реки Этова, получили название «Большие трущобы». С 1861 по 1863 годы во время Гражданской войны здесь был расположен тренировочный лагерь Макдональд. Здесь же происходило сражение у горы Кеннесо в 1864 году, неподалёку от городской черты разбит Национальный парк битвы у горы Кеннесо, где собраны памятники исторического события.

## Климат
В городе влажный субтропический климат (согласно классификации климатов Кёппена).
| Показатель                    | Янв. | Фев. | Март | Апр. | Май | Июнь | Июль | Авг. | Сен. | Окт. | Нояб. | Дек. | Год  |
| ----------------------------- | ---- | ---- | ---- | ---- | --- | ---- | ---- | ---- | ---- | ---- | ----- | ---- | ---- |
| Абсолютный максимум, °C       | 27   | 27   | 32   | 34   | 36  | 38   | 40   | 40   | 37   | 33   | 30    | 27   | 40   |
| Средний суточный максимум, °C | 11   | 13   | 18   | 23   | 27  | 31   | 32   | 31   | 28   | 23   | 18    | 12   | 22   |
| Средний суточный минимум, °C  | −1   | 1    | 4    | 8    | 13  | 18   | 20   | 19   | 16   | 9    | 4     | 0    | 9    |
| Абсолютный минимум, °C        | −24  | −19  | −14  | −6   | 0   | 4    | 10   | 9    | −1   | −6   | −13   | −20  | −24  |
| Норма осадков, мм             | 123  | 136  | 129  | 100  | 105 | 103  | 130  | 110  | 104  | 87   | 109   | 114  | 1388 |
| Источник:                     |      |      |      |      |     |      |      |      |      |      |       |      |      |

## Закон об оружии
Кеннесо является единственным городом в США, в котором принят закон, обязывающий иметь как минимум одну единицу стрелкового оружия в каждом доме и боеприпасы к оружию. Данное постановление было принято в 1982 году, но было скорее формальным, так как на тот момент в городе с населением 5000 жителей 95 % и так были обладателями оружия. Кроме того, закон не предусматривал никакого наказания и по данным местной полиции на 2010 год оружие было только в 50 % домов.
Столь необычное решение не привело к росту убийств и насилия. За 26 последующих лет уровень преступлений в городе, связанных с убийствами остаётся заметно более низким, по сравнению с соседними городами и в целом с США. При этом население с момента принятия закона возросло с 5 до 35 тысяч человек. Общий уровень краж и насильственных преступлений в Кеннесо ниже в 2—3 раза.

## Достопримечательности города
- Южный музей гражданской войны и истории локомотива.
- Национальный парк сражения при горе Кеннесо (29 км природных троп, где можно увидеть исторические места битвы при Кеннесо)[9].
- Музей истории Холокоста при государственном университете Кеннесо[10].
- Библиотека редких книг и архивы университета[11].